# دانييل كاليجوري

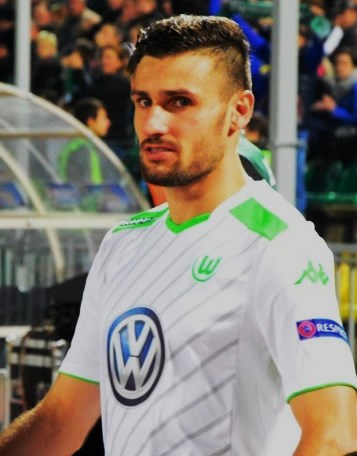

دانييل كاليغيوري (بالألمانية: Daniel Caligiuri)‏ (مواليد 25 يناير 1988 في فيلينغن تشفينينغن - ألمانيا) لاعب كرة قدم ألماني يلعب حاليا لصالح نادي الدرجة الأولى فرايبورغ الألماني منذ 2005 في مركز الوسط المحوري .

## روابط خارجية
- دانييل كاليجوري على موقع الاتحاد الأوربي (الإنجليزية)
- دانييل كاليجوري على موقع قاعدة بيانات كرة القدم.إي يو (الإنجليزية)
- دانييل كاليجوري على موقع بيانات كرة القدم. دي إي (الألمانية)
- دانييل كاليجوري على موقع Soccerway.com (الإنجليزية)
- دانييل كاليجوري على موقع عالم كرة القدم.نت (الإنجليزية)
- دانييل كاليجوري على موقع كووورة
- دانييل كاليجوري على موقع AS.com (الإسبانية)